# 1900년 하계 올림픽 승마 높이뛰기

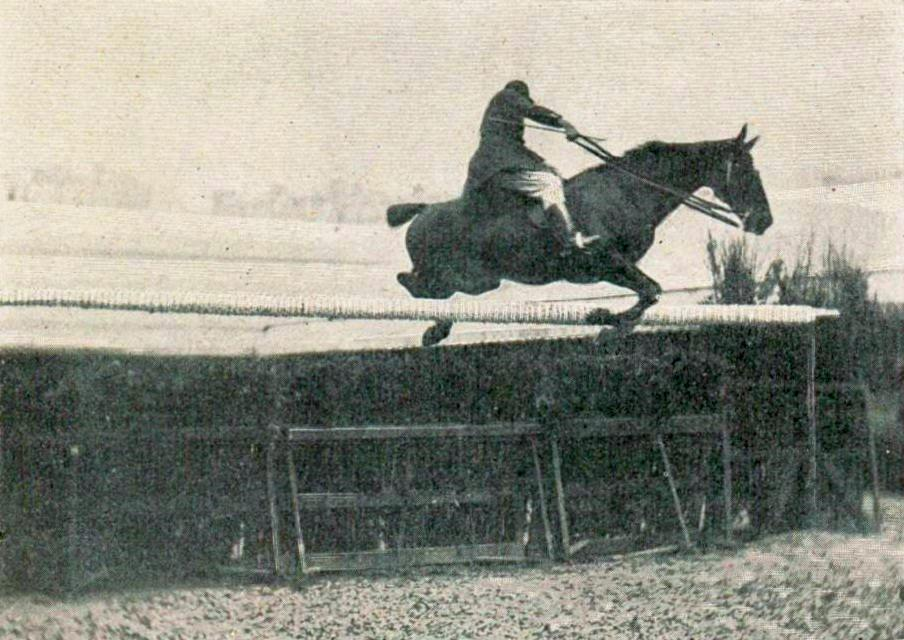
도미니크 가데르의 경기 모습

1900년 하계 올림픽 승마 높이뛰기는 프랑스 파리에서 개최된 1900년 하계 올림픽 승마의 세부 종목이다. 1900년 3월 29일에 프랑스 파리에서 진행되었다. 5개국에서 18명의 선수가 참가하였다. 5명의 참가 선수만 알려져있고, 13명의 선수는 알려져있지 않다. 프랑스에서는 6명, 벨기에와 이탈리아에서는 각각 3명, 러시아에서는 1명이 출전하였다.

## 경기 결과
| 순위 | 선수                         | 말     | 기록  |
| ---- | ---------------------------- | ------ | ----- |
| 1    | 도미니크 가데르 (FRA)        | Oreste | 1.85m |
| 1    | 조반니 조르조 트리시노 (ITA) | Canéla | 1.85m |
| 3    | 조르주 방 데 포엘르 (BEL)    | Ludlow | 1.70m |
| 4    | 조반니 조르조 트리시노 (ITA) | Mélepo | 1.70m |
| 5-18 | 헤르만 존 맨들 (USA)         | 불명   | 불명  |
| 5-18 | 기타 선수 불명인 13명의 선수 |        |       |

## 메달리스트
| 종목     | 금                                | 은   | 동                           |
| -------- | --------------------------------- | ---- | ---------------------------- |
| 높이뛰기 | 도미니크 가데르 · 프랑스          | 없음 | 조지 판 데르 포엘레 · 벨기에 |
| 높이뛰기 | 조반니 조르조 트리시노 · 이탈리아 | 없음 | 조지 판 데르 포엘레 · 벨기에 |

## 참고 문헌
- 국제 올림픽 위원회 - 1900년 하계 올림픽 승마 경기 결과 (영어)
- De Wael, Herman. 《Herman's Full Olympians: "Equestrian 1900"》. 2012년 7월 16일에 원본 문서에서 보존된 문서. 2006년 3월 19일에 확인함.
- Mallon, Bill (1998). 《The 1900 Olympic Games, Results for All Competitors in All Events, with Commentary》. Jefferson, North Carolina: McFarland & Company, Inc., Publishers. ISBN 0-7864-0378-0.